# Kontinentala USA

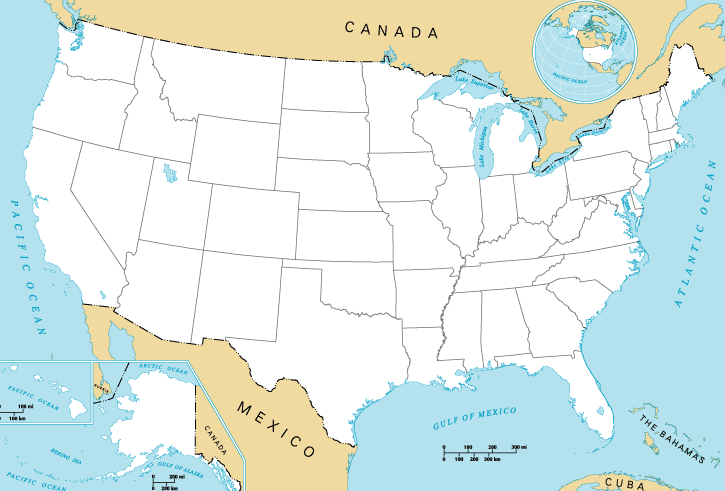
Huvudkartan visar de "sammanhängande" 48 staterna. De två separata småkartorna visar Alaska (ibland oegentligt exkluderat från "Kontinentala USA") och Hawaii (alltid exkluderat från "Kontinentala USA").

Kontinentala USA (engelska: Continental United States) är en sammanfattande benämning på 49 av USA:s delstater samt District of Columbia. Detta inkluderar alla delstaterna på den Nordamerikanska kontinenten, inklusive Alaska men utom Hawaii (en ögrupp i Oceanien). Ibland exkluderas något oegentligt även Alaska. Kontinentala USA:s yta är 9 145 244 km2; övriga delar av landet (förutom Hawaii även USA:s territorier) har en yta på 379 823 km2.

## Definitioner och begrepp
Ett snarlikt begrepp är det engelska Contiguous United States ('Sammanhängande USA'). Detta inkluderar de 48 delstater som delar landgräns och är belägna mellan Kanada och Mexiko – det vill säga exklusive Alaska. Begreppet kallas ibland för Lower 48 ('Nedre 48 [delstaterna]'); detta är något oegentligt, eftersom Hawaii når ännu längre söderut. Denna definition är identisk med den oegentliga betydelse av Continental United States där man även exkluderat Alaska. Deras yta är 7 663 942 km2, eller 5,17% av jordens landyta – något större än Australien men mindre än Brasilien. 99,33% av befolkningen bor i det sammanhängande USA. Deras geografiska mittpunkt är belägen 39°50′N 98°35′V / 39.833°N 98.583°V nära Lebanon, Kansas.
CONUS (från "Continental United States") är en militär term som syftar på de 48 sammanhängande delstaterna.